# Nationaal Park Terra Nova
Het Nationaal Park Terra Nova (Engels: Terra Nova National Park) is een nationaal park in de Canadese provincie Newfoundland en Labrador. Het ligt aan de Bonavista Bay, een grote baai aan de oostkust van het eiland Newfoundland. Het park werd opgericht in 1957 en heeft een oppervlakte van 399 km². De naam Terra Nova is de Latijnse benaming voor Newfoundland.

## Geografie
De zuidrand van het park wordt gevormd door de kust van de Clode Sound en de in het verlengde ervan liggende Chandler Reach, die gezamenlijk de facto een 50 km lange zijarm van de Bonavista Bay vormen. Twee andere kilometerslange zeearmen reiken eveneens tot diep in het park. Het betreft de Newman Sound in het centrale deel van het park en de Southwest Arm in het noordelijke deel. Het water van deze zeearmen maakt zelf geen deel uit van het nationaal park, al is het wel beschermd door het Trekvogelreservaat Terra Nova. De noordrand van het park wordt ten slotte gevormd door de Northeast Arm, waar de voornoemde Southwest Arm een aftakking van is.
Ook het iets oostelijker gelegen Swale Island (10,9 km²) maakt integraal deel uit van het nationaal park. Hetzelfde geldt ook voor verscheidene kleine eilandjes, zoals Sandy Island (0,05 km²).
Het nationaal park telt verschillende riviertjes en beken, waaronder de Saltons Brook die uitmondt in de Newman Sound ter hoogte van het bezoekerscentrum. Andere noemenswaardige waterlopen in het park zijn de Big Brook, de Cobblers Brook, de Northwest River, de Salmon Brook (of Salmon River), de Southwest Brook en de Terra Nova Brook.
De bekendste meren in het park zijn Dunphy's Pond, Sandy Pond en Bluehill Pond. Het gebied telt echter nog vele tientallen andere meren, waarvan het merendeel diep in de wildernis ligt, zoals bijvoorbeeld de Clay Ponds.

### Plaatsen en wegen
Er liggen een aantal plaatsen aan de randen van het park. Het betreft Glovertown en Traytown aan de noordrand, Sandringham ten noordoosten ervan, het dorp Terra Nova ten westen ervan en Muddy Brook en Port Blandford aan de zuidrand. Er is daarnaast ook nog Charlottetown, dat als een quasi-enclave ingesloten ligt tussen het nationaal park en de oevers van de Clode Sound.
Het park wordt van noord naar zuid doorkruist door de Trans-Canada Highway. In het noorden bevindt zich nog een tweede verbindingsweg, namelijk provinciale route 310. Deze doorkruist een deel van de Northeast Arm, namelijk de inham Broad Cove, via een 1,2 km lange dijk.

## Faciliteiten
Het Nationaal Park Terra Nova telt opgeteld zo'n 80 km aan wandelroutes. Bezoekers kunnen terecht in het centraal gelegen bezoekerscentrum. Het bevindt zich aan de oevers van de Newman Sound, net als de zuidelijker gelegen Newman Sound Campground. In het zuiden van het park bevindt zich het grote Terra Nova Golf Resort, dat onder meer de Twin Rivers Golf Course omvat.
Bekende uitkijkpunten zijn die van de Blue Hills, van de Ochre Hill, van de Louil Hills en van Maladie Head. Bij de voet van die laatstgenoemde heuvel ligt ook een kampeerterrein.

## Fauna en flora
Het park bestaat vrijwel volledig uit oerbos, bestaande uit balsemzilversparren en zwarte sparren. In de bossen groeien grote aantallen mossen, waaronder de bedreigde korstmossensoorten Erioderma pedicellatum en Degelia plumbea.
In het nationaal park komen daarnaast ook drie bedreigde diersoorten en twee bedreigde dierondersoorten voor, waarvoor de federale overheid daarom ook beschermingsmaatregelen heeft ingevoerd. Het betreft naast de voornoemde korstmossen ook de Newfoundlandse ondersoort van de Amerikaanse marter, de kariboe-ondersoort Rangifer tarandus caribou, de sparrenpiewie, de kleine bruine vleermuis, de vleermuis Myotis septentrionalis en de korstmossen 
Het Nationaal Park Terra Nova is in zijn volledigheid erkend als een Important Bird Area.

## Wetenswaardig
Het nationaal park is sinds 2018 door de Royal Astronomical Society of Canada erkend als een dark-sky preserve.

## Galerij

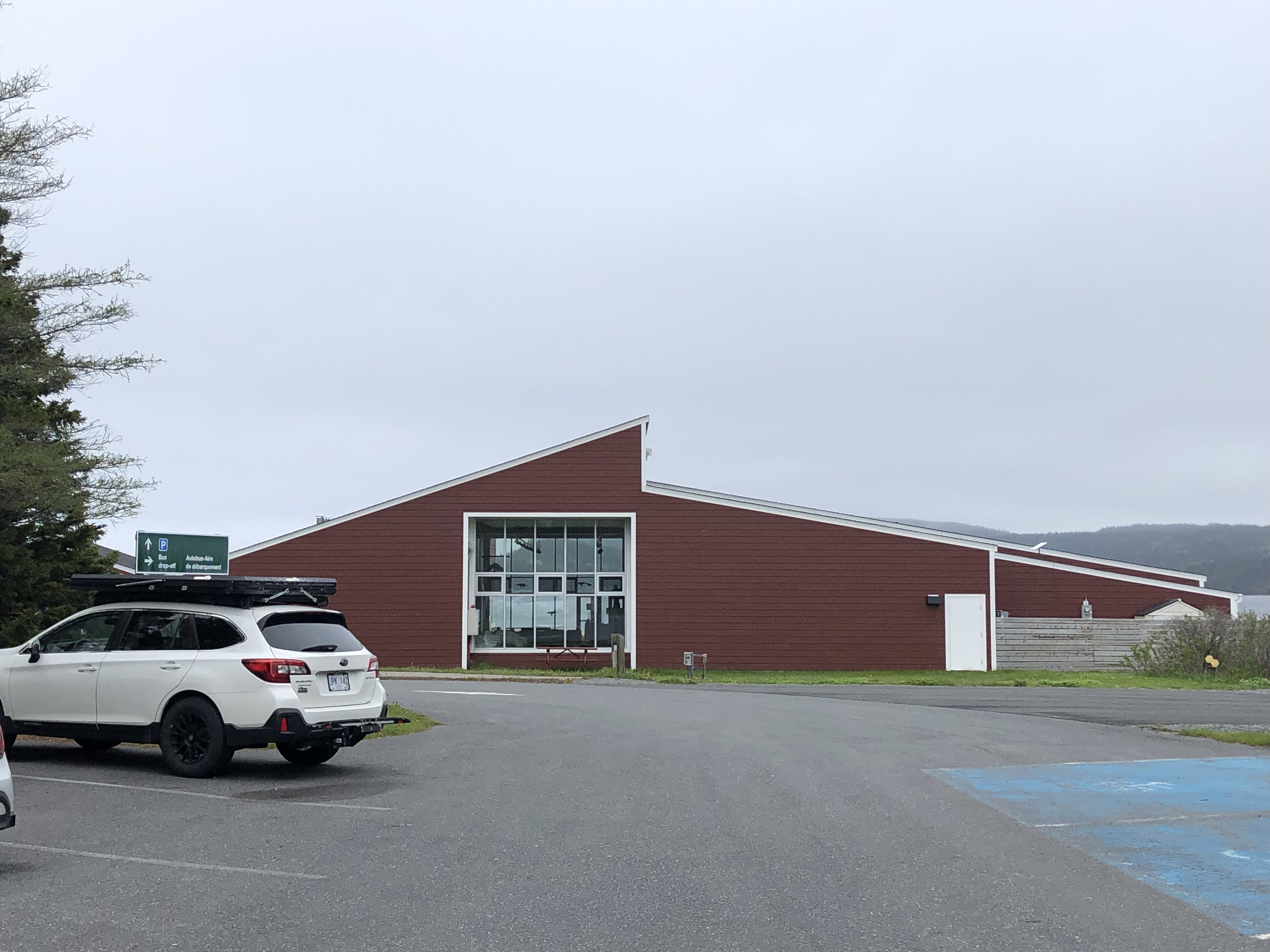
Het bezoekerscentrum
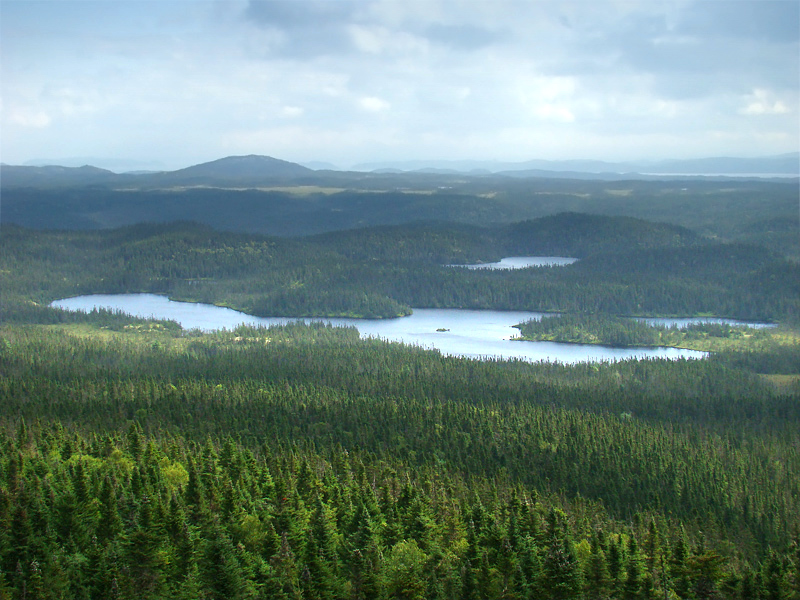
Zicht vanaf Ochre Hill
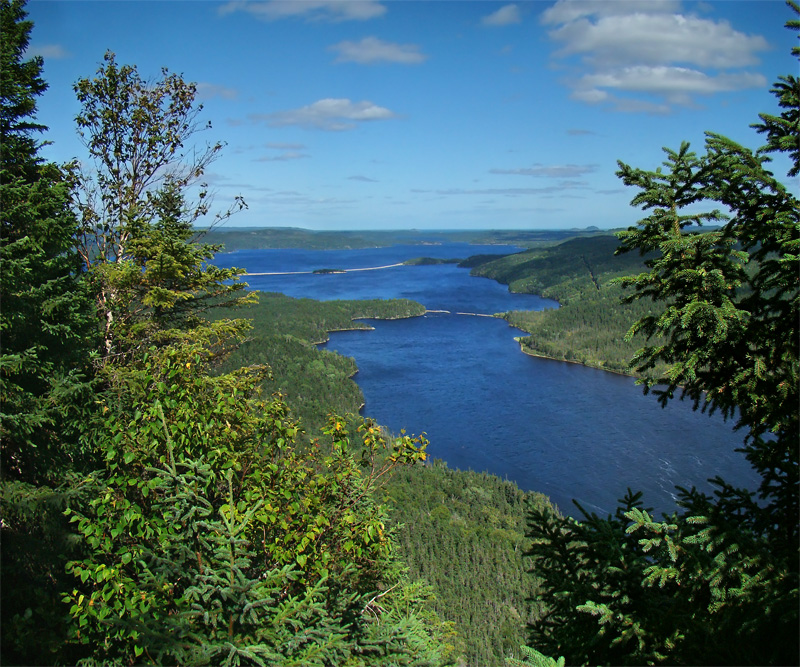
Zicht op de Southwest Arm (voorgrond), Broad Cove (centraal) en Northeast Arm (achtergrond) vanaf Malady Head
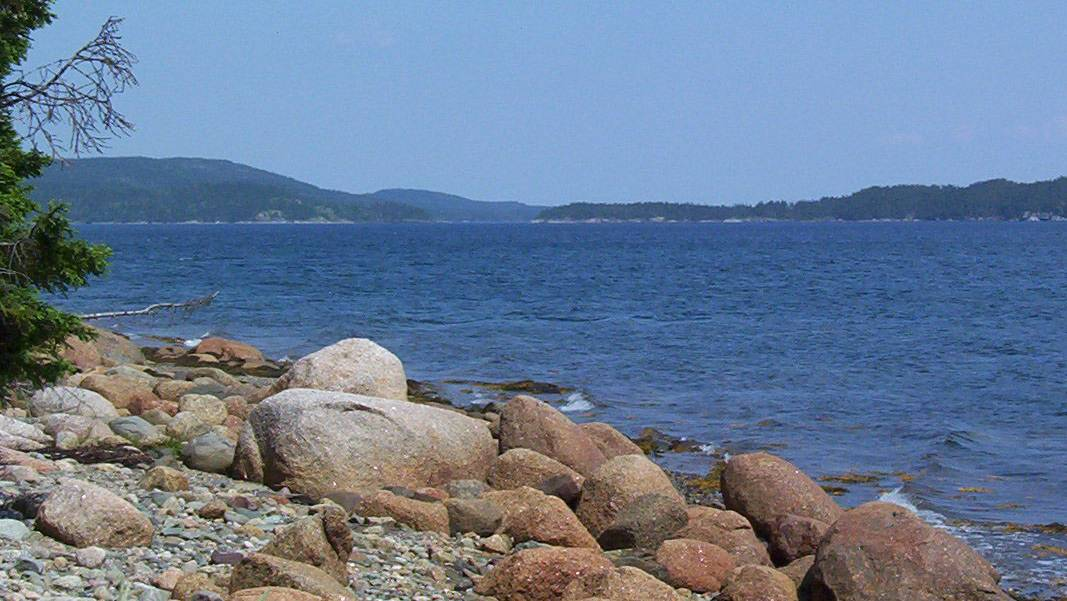
De Newman Sound
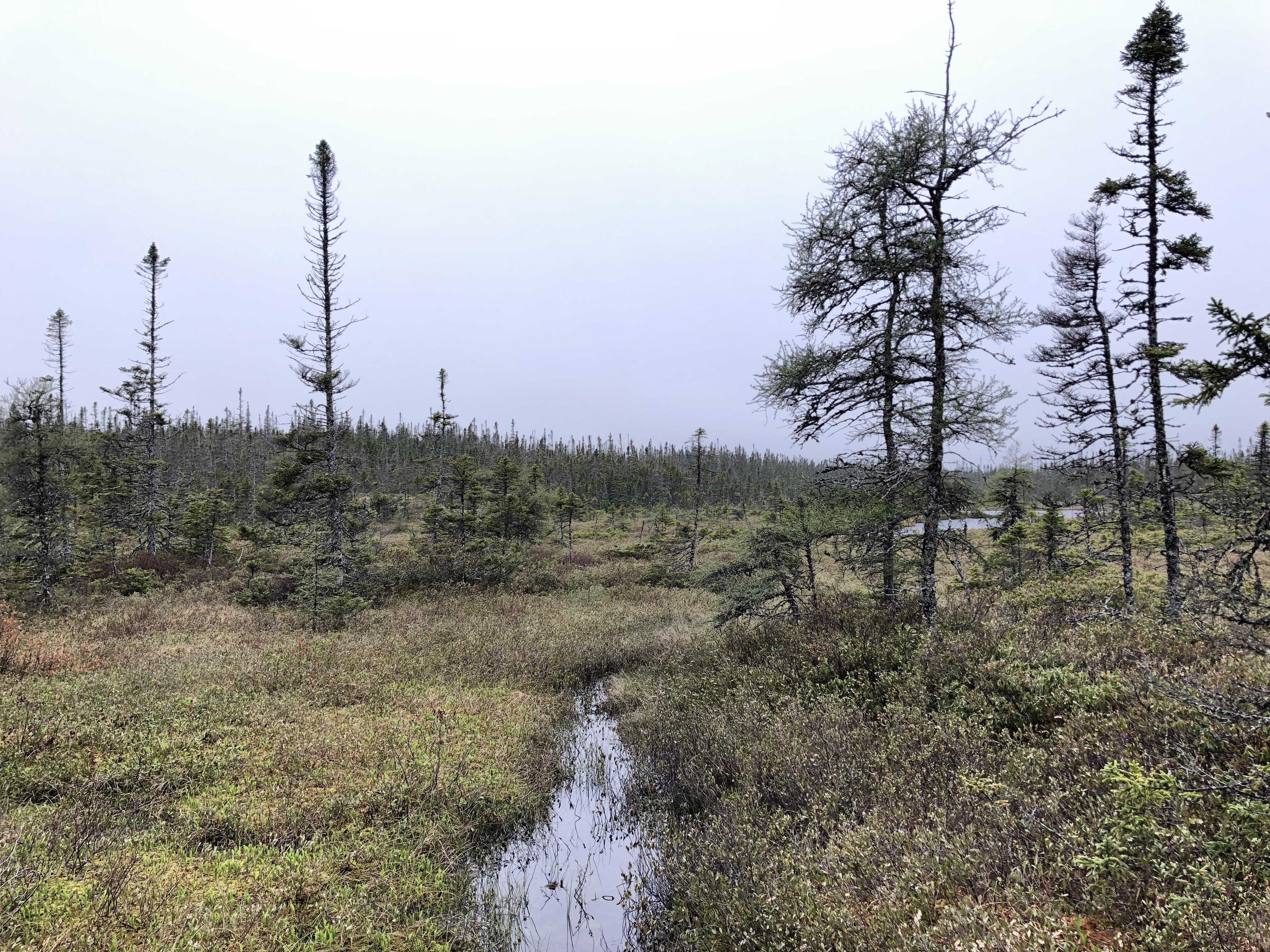
Moerasachtig boslandschap
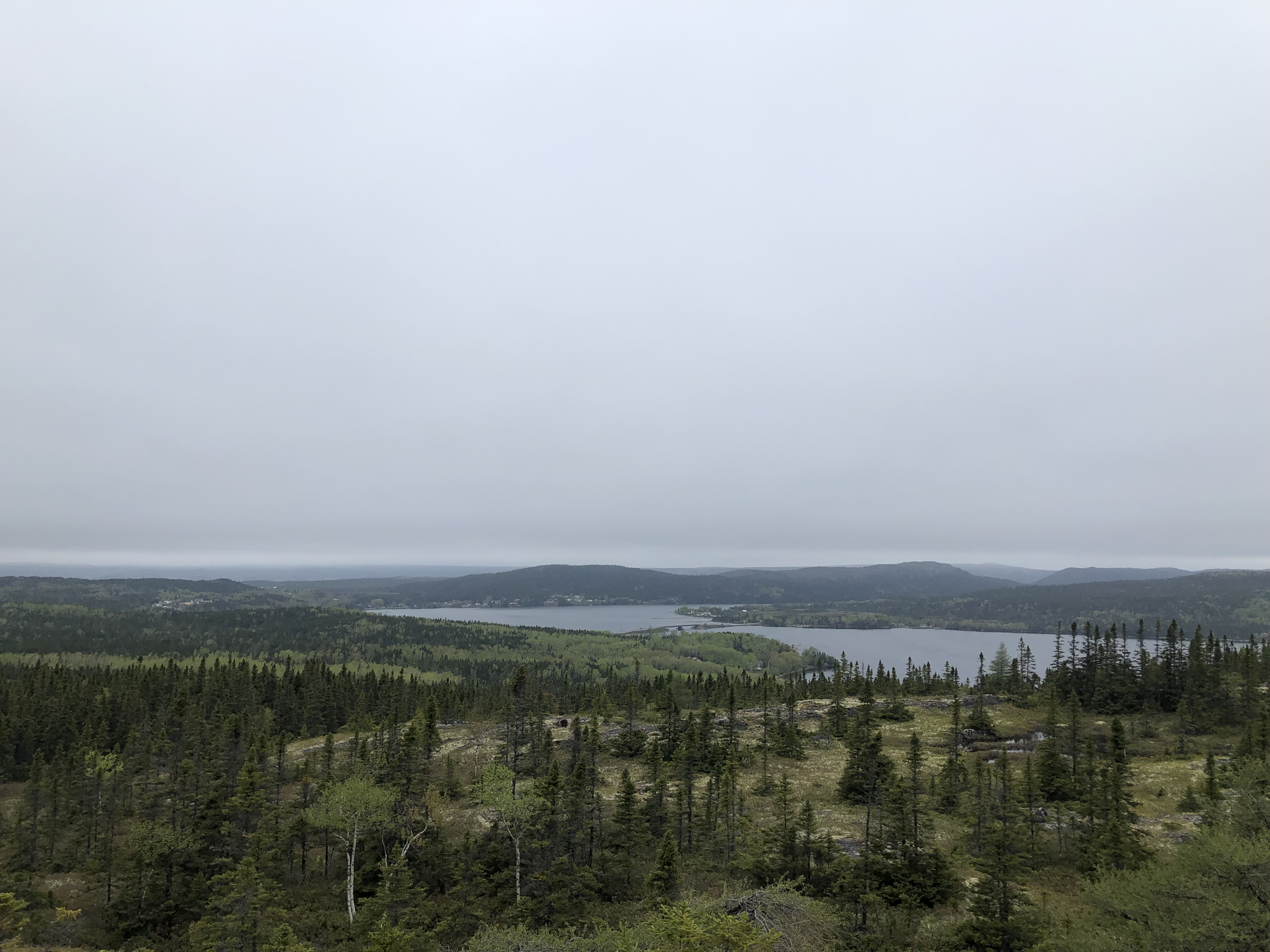
Zicht op de regio Traytown vanaf de Mill Cove Lookout